# Chloris arenaria
Chloris arenaria är en gräsart som beskrevs av Charles Leo Hitchcock och Erik Leonard Ekman. Chloris arenaria ingår i släktet kvastgrässläktet, och familjen gräs. Inga underarter finns listade i Catalogue of Life.